# Ponte Nossa
Ponte Nossa es una comune (localidad) italiana de la Valle Seriana en la provincia de Bérgamo, región de Lombardía, con 1770 habitantes. La población humana se concentra en el pequeño pueblo industrial del mismo nombre. Las localidades limítrofes son Casnigo, Clusone, Gandino, Gorno, Parre y Premolo.

## Geografía
El pueblo de Ponte Nossa se ubica aproximadamente 27 kilómetros al noreste de Bérgamo, en el valle del Río Serio, inmediatamente arriba del cañón Costone. El pueblo ocupa una pequeña franja sobre la orilla noroccidental del río y tiene muy cerca los pueblos vecinos de Premolo (al noroeste) y Parre (al noreste). La mayor parte del territorio municipal está al otro lado del Serio y forma un declive pronunciado cubierto con bosques que asciende al pico de Corno Guazza. La montaña consiste de rocas de la Dolomía Principal, depositadas en el Triásico tardío a orillas del Océano Paleo-Tetis.
El río Riso confluye del oeste con el Serio al sur del pueblo y el riachuelo Nossana entra del norte a través del pueblo. Parte de la frontera nororiental es formado por el Torrente Valle dell'Inferno, que entra al Serio del sur.

## Historia
La primera mención conocida del pueblo data del año 1071. Es incierto si el nombre hace referencia a la familia Da Nossa, que fue eminente en la localidad, o a un puente sobre el riachuelo Nossana. Ponte Nossa fue un centro de minería de zinc del comienzo de su historia hasta el siglo XX. Otras industrias fueron atraídas por la disponibilidad de energía hídrica. Existieron a partir del siglo XV cuatro martillos hidráulicos para fabricar herramientas de hierro, hoy preservados en un museo, que utilizaban la energía del Nossa. Más recientemente se instaló una fábrica de productos de algodón, que funcionó de 1870 a 2004 y llegó a emplear 1600 trabajadores. Actualmente, Ponte Nossa es la sede de Lamiflex, una productora de materiales compuestos para telares industriales.
Originalmente el mineral extraído de las minas era clasificado manualmente por trabajadoras locales, sometido a un proceso de enriquecimiento, y enviado a una planta de procesamiento. En 1952 se construyó una planta de procesamiento electrolítico en Ponte Nossa mismo. En 1985 las minas se agotaron y las fábricas fueron convertidas en una planta que emplea el proceso Waelz para extraer zinc y plomo de polvo desechado por la industria acerera. Los desechos llegan a la planta de otras localidades e incluso otras regiones de Italia. La planta actualmente es administrada por la empresa Pontenossa S.p.A. Como resultado de la prolongada actividad minera, los suelos se encuentran contaminados con niveles muy altos de cadmio.

## Cultura
El Santuario Madonna delle Lacrime Immacolate en Ponte Nossa contiene el ejemplar de taxidermia más antiguo que existe en el mundo, un cadáver de cocodrilo suspendido del techo de la iglesia. Aunque la procedencia del codrilo se desconoce, la iglesia ya lo poseía antes de 1534.
Ponte Nossa celebra un festejo popular de Nuestra Señora de las Lágrimas cada 2 de junio. En la víspera del festival se quema un abeto ceremonial, que es cortada en abril y plantada por un mes a la par de una estatua de la virgen María. La advocación cristiana del pueblo es de la Madona de Nossa.

## Hermanamientos
Ponte Nossa es ciudad hermana de:
- Teresina, Brasil (2011)

## Personajes famosos
- Marino Perani, futbolista y entrenador de fútbol

## Evolución demográfica

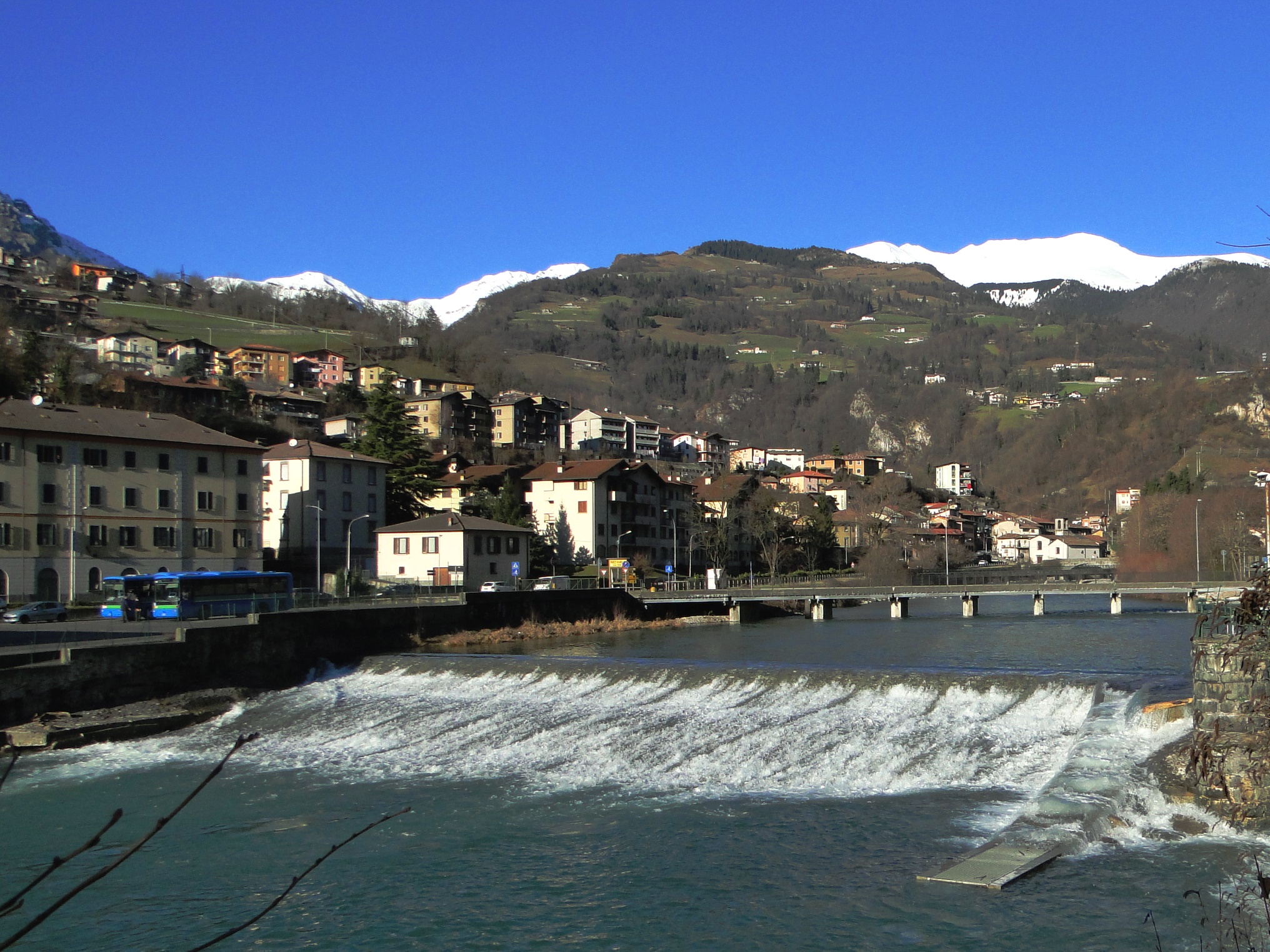
El Río Serio en Ponte Nossa.

| Gráfica de evolución demográfica de Ponte Nossa entre 1861 y 2001 |
|                                                                   |
| Fuente ISTAT - elaboración gráfica de Wikipedia                   |